# Carl-Blechen-Preis
Der Carl-Blechen-Preis für Kunst und Literatur (später „für Kunst, Literatur und künstlerisches Volksschaffen“) war eine staatliche Auszeichnung in der DDR.
Der Preis wurde 1956 vom Rat des Bezirks Cottbus anlässlich der 800-Jahr-Feier der Stadt Cottbus gestiftet und war dem in Cottbus geborenen Landschaftsmaler und Kunstprofessor Carl Blechen gewidmet. Er wurde erstmals am 20. August 1956 und dann jährlich oder alle zwei Jahre vergeben und beinhaltete auch die Verleihung einer Medaille, die von Jürgen von Woyski entworfen wurde.

## Preisträger und Preisträgerinnen (in alphabetischer Reihenfolge; unvollständig)
- Dieter Dressler (1982)
- Günther Friedrich (1974)
- Rudolf Graf (1977)
- Bernd-Dieter Hüge (1990)
- Jurij Koch (1983)
- Heinz Mamat (1979)
- Kristian Pech (1990)
- Dorothea von Philipsborn (1964)
- Günther Rechn (1987)
- Brigitte Reimann
- Wilhelm Schieber (1956)
- Kurt Heinz Sieger (1963 und 1968)
- Manfred Vollmert (1985)
- Jürgen von Woyski (1961 und 1975)
- Elisabeth Wolf (1960)